# Gare de Châtelet
Ne doit pas être confondu avec Gare de Châtelet - Les Halles.
La gare de Châtelet est une gare ferroviaire belge de la ligne 130, de Namur à Charleroi, située à Châtelineau sur la rive gauche de la Sambre, au nord de la ville de Châtelet dans la province de Hainaut en Région wallonne.
Elle est mise en service en 1843 par l'administration des chemins de fer de l'État belge. 
C'est une gare de la Société nationale des chemins de fer belges (SNCB) desservie par des trains InterCity (IC), Suburbains (S61) et d'Heure de pointe (P).

## Situation ferroviaire
Établie à 98 mètres d'altitude, la gare de Châtelet est située au point kilométrique (PK) 29,890 de la ligne 130, de Namur à Charleroi, entre les gares ouvertes du Campinaire et de Couillet.
Ancienne gare de bifurcation, elle était l'origine de la ligne 138, de Châtelet à Florennes, et l'aboutissement de la ligne 119, de Luttre à Châtelet, ces deux lignes étant aujourd'hui désaffectées.

## Histoire
La station de Châtelineau est mise en service, le 23 octobre 1843, par l'administration des chemins de fer de l'État belge.
Un nouveau bâtiment de style néoclassique est construit en 1863,.
Le bâtiment actuel de la gare de Châtelet fut construit en 1911. Son style architectural est un mélange de plusieurs styles différents : il possède une importante verrière aussi bien à l'avant qu'à l'arrière. La verrière avant est quant à elle surmontée d'une grand horloge indiquant l'heure aux voyageurs.
Elle est située au bord de la Sambre, ce qui constitue un important axe de transports de marchandises, notamment par le transfert terrestre-fluvial. Elle est aussi située près d'un important bureau de poste, qui servait auparavant de centre de tri postal (maintenant transféré à Charleroi).
En décembre 2012, la gare partiellement rénovée est à nouveau inaugurée : nouvelle salle d'attente dans l'aile est, réparation de l'horloge en façade, remplacement d'une partie de la marquise et des vitres cassées, nettoyage du couloir sous-voies et réparation des escaliers.
Jugée trop énergivore et trop coûteuse à entretenir par rapport à sa fréquentation (environ 1000 voyageurs par jour), la salle centrale qui accueillait les guichets est alors condamnée.
Soucieuse de renforcer la sécurité et la vie autour de la gare, la SNCB-Holding envisage de revaloriser le reste de la gare, inoccupée à 85 %, par des commerces de proximité.
Le 31 décembre 2012, l'ASBL Gateway en partenariat avec la SNCB organise le réveillon du Nouvel An dans la gare, profitant de l'occasion pour remettre en état certaines salles de l'aile ouest ainsi que l'ancienne cafétéria.

## Service des voyageurs

### Accueil
Gare de la SNCB, elle dispose d'un bâtiment voyageurs. Elle est équipée d'un automate pour l'achat de titres de transport. Elle propose des aménagements, équipements et services pour les personnes à la mobilité réduite.
Un souterrain permet la traversée des voies et le passage d'un quai à l'autre.

### Desserte
Châtelet est desservie par des trains InterCity (IC), Suburbains (S61) et d'Heure de pointe (P) de la SNCB, qui effectuent des missions sur la ligne 130 Charleroi - Namur.

#### Semaine
La desserte repose sur des trains S61 de Jambes (Namur) à Charleroi-Central (deux par heure, la moitié étant prolongée jusque Wavre via Ottignies). Les trains réguliers sont complétés par deux trains P de Jemeppe-sur-Sambre à Schaerbeek (Bruxelles), le matin (retour l’après-midi), ainsi que quelques trains IC-25 : un de Namur à Mons et un de Mons à Herstal le matin ; un de Mons à Namur et deux reliant respectivement Herstal à Mons ou Charleroi-Central, le soir.

#### Week-ends et fériés
Châtelet est desservie toutes les heures par des trains IC-25, de Liers à Mouscron (via Liège, Namur, Charleroi, La Louvière, Mons et Tournai) et des trains S61 de Wavre à Jambes.

### Intermodalité
Un parc pour les vélos et un parking pour les véhicules y sont aménagés. Des bus desservent la gare.

## Comptage voyageurs
Ce graphique et tableau montre le nombre de voyageurs embarquant en moyenne durant la semaine, le samedi et le dimanche.
| Nombre de passagers qui embarquent à la gare de Châtelet | Nombre de passagers qui embarquent à la gare de Châtelet | Nombre de passagers qui embarquent à la gare de Châtelet | Nombre de passagers qui embarquent à la gare de Châtelet |
|                                                          | Semaine                                                  | Samedi                                                   | Dimanche                                                 |
| -------------------------------------------------------- | -------------------------------------------------------- | -------------------------------------------------------- | -------------------------------------------------------- |
| 1977                                                     | 1 635                                                    | 463                                                      | 309                                                      |
| 1978                                                     | 1 502                                                    | 342                                                      | 318                                                      |
| 1979                                                     | 1 542                                                    | 349                                                      | 334                                                      |
| 1980                                                     | 1 400                                                    | 374                                                      | 338                                                      |
| 1981                                                     | 1 587                                                    | 303                                                      | 358                                                      |
| 1982                                                     | 1 392                                                    | 389                                                      | 481                                                      |
| 1983                                                     | 1 205                                                    | 284                                                      | 338                                                      |
| 1984                                                     | 1 127                                                    | 306                                                      | 320                                                      |
| 1985                                                     | 1 221                                                    | 284                                                      | 291                                                      |
| 1986                                                     | 1 183                                                    | 202                                                      | 219                                                      |
| 1987                                                     | 1 027                                                    | 185                                                      | 190                                                      |
| 1988                                                     | 1 095                                                    | 261                                                      | 214                                                      |
| 1989                                                     | 955                                                      | 234                                                      | 231                                                      |
| 1990                                                     | 810                                                      | 232                                                      | 191                                                      |
| 1991                                                     | 869                                                      | 249                                                      | 267                                                      |
| 1992                                                     | 983                                                      | 244                                                      | 241                                                      |
| 1993                                                     | 899                                                      | 263                                                      | 188                                                      |
| 1994                                                     | 963                                                      | 176                                                      | 150                                                      |
| 1995                                                     | 893                                                      | 255                                                      | 174                                                      |
| 1996                                                     | 897                                                      | 245                                                      | 238                                                      |
| 1997                                                     | 932                                                      | 201                                                      | 226                                                      |
| 1998                                                     | 858                                                      | 174                                                      | 168                                                      |
| 1999                                                     | 893                                                      | 268                                                      | 183                                                      |
| 2000                                                     | 1 260                                                    | 382                                                      | 249                                                      |
| 2001                                                     | 982                                                      | 228                                                      | 172                                                      |
| 2002                                                     | 1 092                                                    | 214                                                      | 220                                                      |
| 2003                                                     | 1 173                                                    | 288                                                      | 220                                                      |
| 2004                                                     | 1 095                                                    | 279                                                      | 218                                                      |
| 2005                                                     | 1 056                                                    | 321                                                      | 186                                                      |
| 2006                                                     | 1 020                                                    | 273                                                      | 172                                                      |
| 2007                                                     | 995                                                      | 246                                                      | 189                                                      |
| 2008                                                     | -                                                        | -                                                        | -                                                        |
| 2009                                                     | 1 084                                                    | 375                                                      | 306                                                      |
| 2010                                                     | -                                                        | -                                                        | -                                                        |
| 2011                                                     | -                                                        | -                                                        | -                                                        |
| 2012                                                     | 905                                                      | 237                                                      | 216                                                      |
| 2013                                                     | 909                                                      | 285                                                      | 230                                                      |
| 2014                                                     | 1 012                                                    | 208                                                      | 251                                                      |
| 2015                                                     | 847                                                      | 227                                                      | 192                                                      |
| 2016                                                     | 829                                                      | 219                                                      | 196                                                      |
| 2017                                                     | 834                                                      | 256                                                      | 214                                                      |
| 2018                                                     | 739                                                      | 272                                                      | 244                                                      |
| 2019                                                     | 702                                                      | 209                                                      | 202                                                      |
| 2020                                                     | 399                                                      | 307                                                      | 287                                                      |
| 2021                                                     | -                                                        | -                                                        | -                                                        |
| 2022                                                     | 449                                                      | 295                                                      | 263                                                      |
| 2023                                                     | 674                                                      | 404                                                      | 247                                                      |
| 2024                                                     | 685                                                      | 181                                                      | 206                                                      |

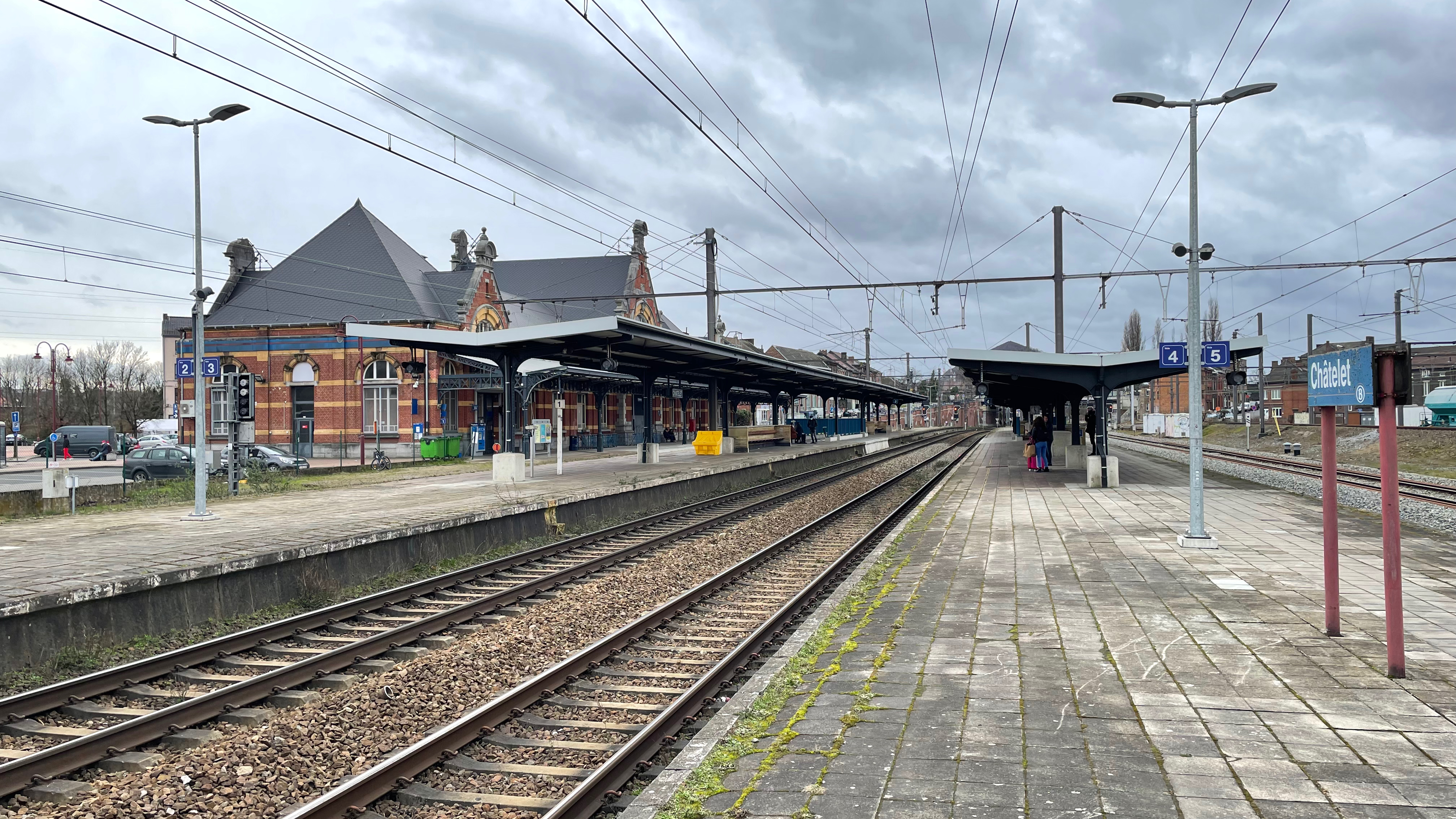
Quais de la gare.
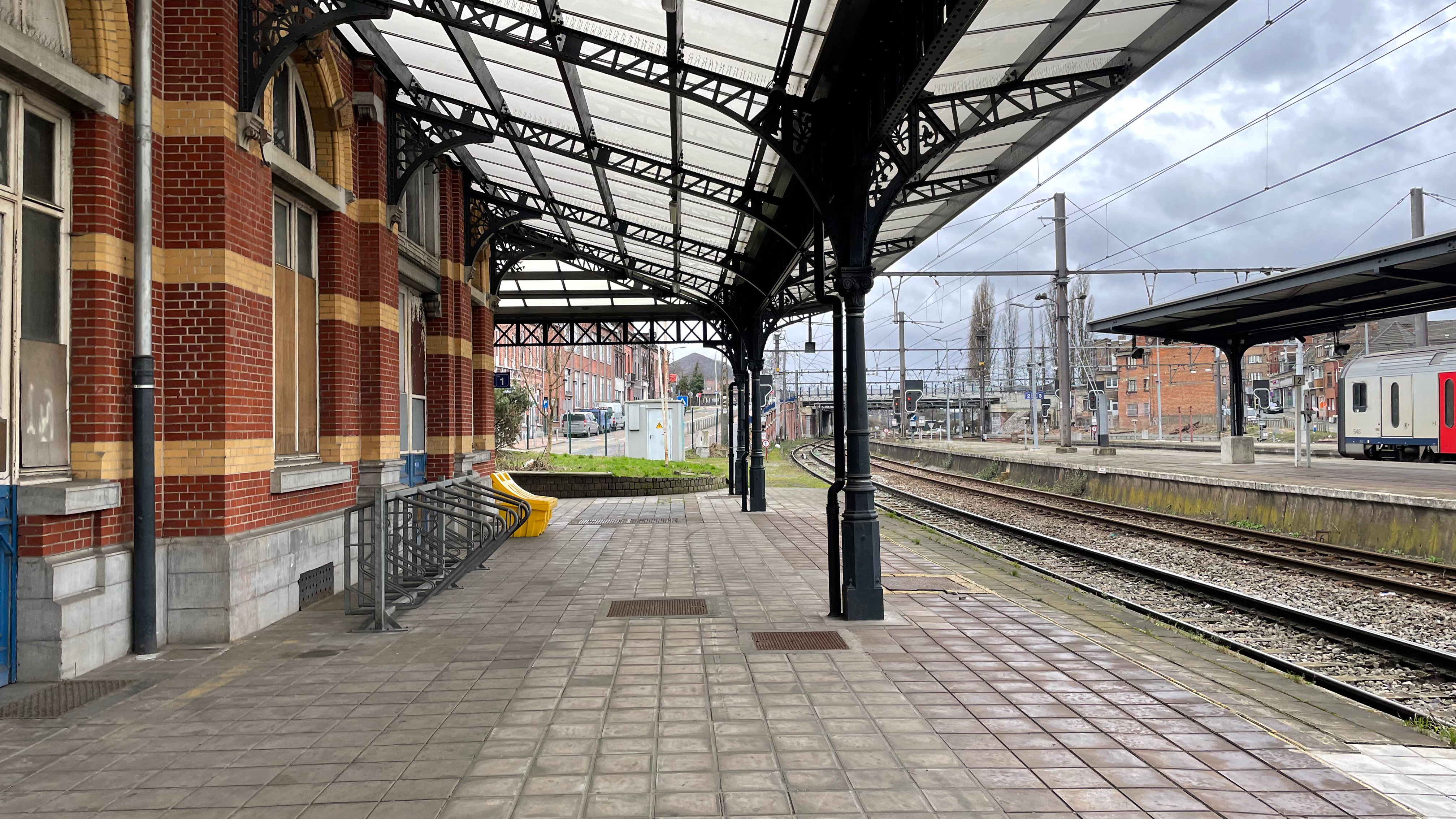
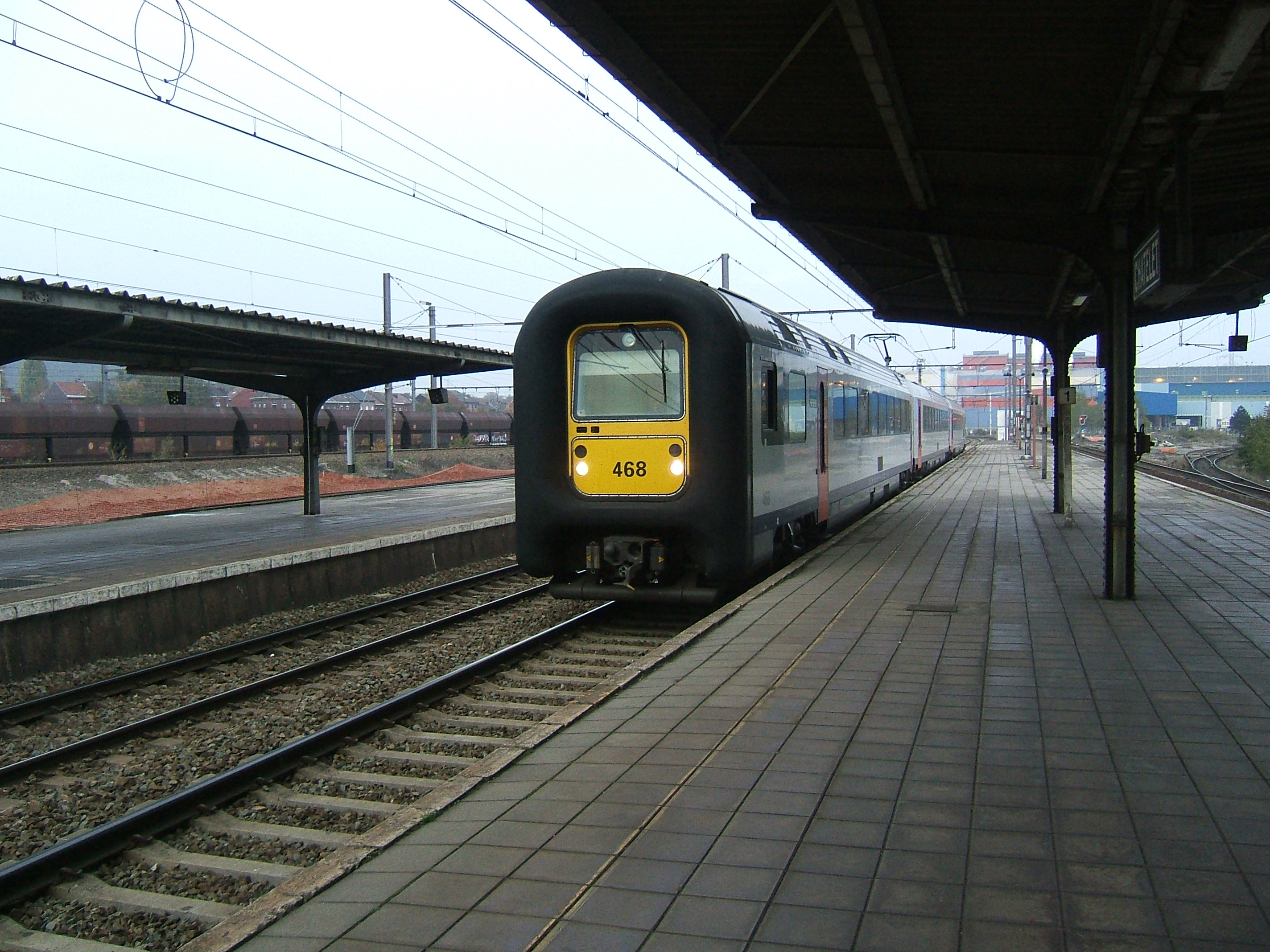
Train à quai en 2007.
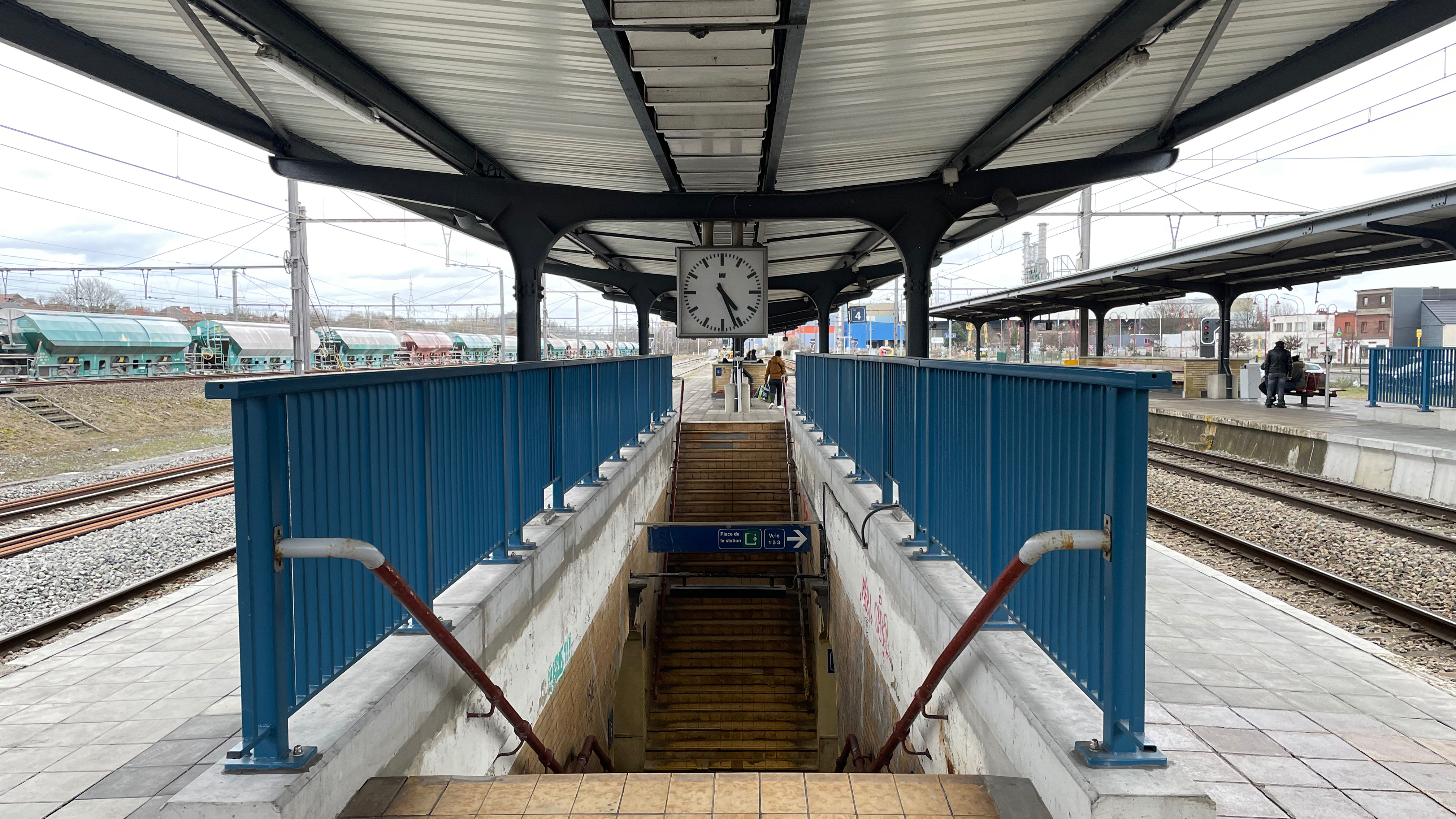